# وینوود (پنسیلوانیا)
وینوود (به انگلیسی: Wynnewood) یک منطقهٔ مسکونی در ایالات متحده آمریکا است که در پنسیلوانیا واقع شده‌است. وینوود ۱۳٬۵۷۲ نفر جمعیت دارد.